# John James McDannold
John James McDannold, född 29 augusti 1851 i Mount Sterling i Illinois, död 3 februari 1904 i Chicago i Illinois, var en amerikansk politiker (demokrat). Han var ledamot av USA:s representanthus 1893–1895.
McDannold efterträdde 1893 Scott Wike som kongressledamot. Han satt i en mandatperiod i representanthuset. McDannold ligger begravd på City Cemetery i Mount Sterling i Illinois.